# Constantin von Altrock
Constantin Julius Friedrich Eduard von Altrock (né le 27 août 1861 à Breslau et mort le 2 avril 1942 à Berlin) est un lieutenant-général prussien et rédacteur en chef de longue date de l'hebdomadaire militaire.

## Biographie

### Origine
Il est le fils du lieutenant-colonel prussien Constantin von Altrock (de) (1830-1889) et de son épouse Antonie, née Becher (1837-1892).

### Carrière militaire
Le 16 avril 1881, Altrock sort du corps des cadets en tant que sous-lieutenant et est transféré au 3e régiment de grenadiers de la Garde de l'armée prussienne. De la mi-avril 1888 à la fin mars 1890, il est affecté à l'école principale prussienne des cadets en tant qu'éducateur et, en tant que premier-lieutenant, il passe trois ans à l'Académie de guerre à partir du 1er octobre 1890. Le 1er avril 1894, il est affecté pour un an au Grand État-Major général. En tant que capitaine, Altrock est chef de la 4e compagnie du 12 septembre 1895 au 21 juillet 1900. Ensuite, il est transféré à l'état-major général du 14e corps d'armée. Promu major le 18 mai 1901, Altrock revient au Grand État-Major général le 1er octobre 1902. De février à fin avril 1903, il est affecté à l'état-major de l'amiral de la marine impériale et en août/septembre de la même année sur un navire de la flotte d'entraînement d'automne. Du 1er avril 1904 au 17 juillet 1905, il travaille à l'état-major général de la 3e division d'infanterie, puis est à nouveau muté au Grand État-Major général et nommé le 10 avril 1906 commandant du 2e bataillon du 31e régiment d'infanterie à Altona. Promu lieutenant-colonel le 19 décembre 1907, Altrock est muté le 21 mars 1908 à l'état-major du 80e régiment de fusiliers. Le 27 janvier 1911, il est nommé commandant du 109e régiment de grenadiers (de) à Karlsruhe, poste dans lequel il devient colonel le 20 mars 1911.
Altrock est promu major général le 22 mars 1914 en tant que commandant de la 60e brigade d'infanterie à Strasbourg. Il occupe ce commandement au début de la Première Guerre mondiale et est initialement déployé dans la garde-frontière contre la France. Du coup, Altrock combat en Lorraine, en Flandre et sur l'Yser. Le 2 janvier 1915, il est nommé commandant de la 16e division de réserve en Champagne, jusqu'au 24 mai 1915. Ensuite, il prend le commandement de la 14e division d'infanterie jusqu'au 29 décembre 1915.
Le 25 avril 1918, Altrock reçoit le commandement de la 28e division de réserve, avec laquelle il est d'abord en batailles de tranchées en Champagne. En mai/juin il participe à la bataille de Soissons et de Reims puis revient à la guerre des tranchées. En tant que lieutenant-général, Altrock reçoit l'étoile de l'Ordre de l'Aigle rouge de 2e classe avec des feuilles de chêne et des épées pour ses réalisations lors de la bataille de la Marne. Au cours des derniers mois de la guerre, il est impliqué dans des batailles défensives permanentes et conduit sa grande unité chez lui après l'armistice. C'est là qu'a lieu la démobilisation et, avec la dissolution de la division, Altrock est mis à la retraite le 2 avril 1919.
Après son départ, Altrock, qui a déjà publié diverses publications d'histoire militaire pendant son service actif, travaille comme rédacteur en chef de l'hebdomadaire militaire jusqu'en 1934. Il est également président de la branche berlinoise de l'Association des officiers allemands (DOB).
Constantin von Altrock décède à Berlin en 1942 à l'âge de 80 ans. Il est enterré au cimetière III de la Jérusalem et de la nouvelle église de Berlin-Kreuzberg. Sa dernière demeure est la sépulture héréditaire de la famille d'éditeurs Toeche-Mittler, la famille de son épouse. Une pierre tombale couchée en granit rouge sert de marqueur funéraire.

### Famille
Il se marie le 29 décembre 1896 avec Elisabeth Toeche-Mittler (née en 1873). Le couple a plusieurs enfants :
- Konstantin (Theodor) (1898–1902)
- Theodor (1900–1968)
- Friedrich (né en 1905)